# Sonatine (Film)
Sonatine (jap. ソナチネ Sonachine) ist ein Yakuza-Film des japanischen Regisseurs Takeshi Kitano aus dem Jahr 1993. Unter dem Namen Beat Takeshi, unter dem er meist in Filmen auftrat, in denen er auch als Schauspieler tätig war, übernahm er auch in diesem Film die Hauptrolle des Yakuza Murakawa. Der Film wurde mehrfach ausgezeichnet und ist einer der erfolgreichsten des Regisseurs.

## Handlung
Der gnadenlose Murakawa ist seines Lebens müde. Als Yakuza ist er erfolgreich, aber gerade dies verleiht seinem Beruf eine traurige Monotonie, weshalb er überlegt, auszusteigen. Es bedarf jedoch noch eines äußeren Anlasses, sein festgefahrenes und routiniertes Leben zu verändern.
Sein Boss, die patriarchalische Führungsfigur der Organisation, ahnt nichts von diesen Ideen. Ganz im Gegenteil, er möchte Murakawa loswerden, da dieser ihm zu erfolgreich ist. Dazu schickt er ihn als Anführer einer Gruppe teilweise jämmerlicher Mitstreiter nach Okinawa, wo er einen vermeintlichen Bandenkrieg schlichten soll. Schnell stellt sich jedoch heraus, dass keine der beiden Banden um Hilfe von außen gebeten hat, zudem folgen unmittelbar die ersten Anschläge auf Murakawas Truppe und den verbündeten Clan. Murakawa wird misstrauisch und flüchtet mit Ryoji und drei weiteren Verbliebenen in ein abgelegenes Strandhaus, um von dort aus die weitere Entwicklung in Okinawa abzuwarten. Die Gruppe vertreibt sich am Strand mit kindlichen Spielen die Zeit, unter ihnen befindet sich auch der vom Todeswunsch getriebene Murakawa.
Eines Nachts rettet Murakawa die junge Miyuki vor einer Vergewaltigung. Sie schließt sich der Gruppe an und beginnt eine leichte Romanze mit dem älteren Yakuza. Doch auch am Strand dezimiert sich Murakawas Gruppe weiter. Murakawa fasst zu diesem Zeitpunkt einen Entschluss und versucht mit Uechi, dem neuen Oberhaupt des befreundeten Clans, die rechte Hand seines Bosses, Takahashi, zu entführen, um endlich Klarheit über die Situation zu erlangen. Bei der Entführung kommt es jedoch zu einem Schusswechsel, dem Uechi und ein anderes Mitglied der ehrenwerten Gesellschaft zum Opfer fallen.
Murakawa presst Takahashi die gewünschten Informationen ab und erfährt so, dass sein Yakuza-Boss in Absprache mit einem verfeindeten Clan plant, sich das Gebiet des befreundeten Nakamatsu-Clans einzuverleiben, und gleichzeitig seinen ergebenen und erfolgreichen Murakawa loswerden will, der ihm im Verlaufe der Zeit zu erfolgreich geworden ist. Murakawa schwört blutige Rache an seinen Verrätern und den Mördern seiner Männer und verabschiedet sich von Miyuki, die auf ihn warten will.
Am Abend stürmt er eine große Versammlung diverser Yakuza-Bosse und tötet die Gangster mit einem M16-Gewehr. Zuvor hatte sein letzter treuer Gehilfe den Strom des Gebäudes abgeschaltet. Am nächsten Tag sieht man Murakawa in einem blauen Fahrzeug, das plötzlich zum Stillstand kommt. Wenige Augenblicke später richtet er sich in selbstmörderischer Absicht selbst hin, während seine Liebe Miyuki vergeblich auf ihn wartet. (Hinter dem Nachspann sind noch Stillleben vom Strandidyll angehängt.)

## Hintergrund, Produktion
Takeshi drehte den Film 1992 ganz ohne Drehbuch. Die Schauspieler wussten also nie, was als Nächstes mit ihren Figuren passieren würde. Zudem gab es viel Ärger mit dem Produzenten, der Takeshi Kitano als Regisseur keine Chancen ausrechnete. Takeshi drehte den Film dementsprechend mit minimalem Budget. Ursprünglich sollten eine Reihe großer Schauspieler mitspielen, die er nach und nach alle streichen musste.
Das Filmplakat zeigt einen von einem Speer durchbohrten blauen Napoleon-Lippfisch vor rotem Himmel. Kitano führte dazu aus, dass diese Art von Fischen in den Ozeanen südlich von Japan sehr verbreitet gewesen seien. Das Bild habe er gewählt, weil ihm der schön geformte Fisch, der aufgespießt werde, in seiner Gegensätzlichkeit aufgefallen sei.
Sonatine war der erste Film, der im Ausland Anerkennung erhielt. Er lief in Cannes in der Kategorie „Un Certain Regard“ und erhielt einhellig positive Kritiken, was jedoch keinen Anklang in Japan fand. Allerdings wurde Joe Hisaishi im Jahr 1994 mit dem Award of the Japanese Academy für die beste Filmmusik geehrt.
Zum Titel des Films: Beim Erlernen des Klavierspiels ist in Takeshi Kitanos Worten die Sonatine dann spielbar, wenn zwar die Meisterschaft noch nicht erreicht ist, aber das Ende einer ersten Lernstufe, man also gewissermaßen die Grundlagen bewältigt hat und sich selbst ein Thema suchen kann. 
Zur damaligen Zeit wurden schon eindeutige Züge einer Depression des Filmemachers deutlich. Seine von ihm verkörperte Figur Murakawa spiegelt an einigen Stellen deutlich Takeshis Innenleben von damals wider. Wie Murakawa war Takeshi gelangweilt. Zwar war er als Komiker erfolgreich und wurde mehrmals zur beliebtesten Figur des japanischen Fernsehens gewählt, seine Filme, die er mit viel Herz und Seele gedreht hatte, wollte jedoch niemand sehen. Auch als Schauspieler wurde er nicht ernst genommen, da alle nur Takeshi, den Komiker, kannten und wollten. Wie die von ihm gespielte Figur Murakawa spielte Takeshi mit dem Gedanken, auszusteigen, jedoch hat er diese Idee nie umgesetzt. Stattdessen führte er seinen Job weiter lieblos aber erfolgreich aus.
Auch Miyuki stellt eine wichtige Person dar. Miyuki bedeutet übersetzt „Glück“ (seine Filmfrau in Hana-Bi heißt auch Miyuki). Die Frau an seiner Seite, seine Ehefrau, bedeutet ihm also sehr viel, obwohl er es nur ungern zeigt, sowie in Interviews nur ungern und sehr selten darüber redet. Jedoch kann die Filmfigur am Ende auch von dieser Liebe nicht davon überzeugt werden, am Leben zu bleiben, sondern wählt den Tod. Takeshi selbst hat nie ganz ausgeschlossen, dass das Unglück, von dem er am 2. August 1994 betroffen war, auch ein Selbstmordversuch hätte sein können.

### Soundtrack
Komponist: Joe Hisaishi, veröffentlicht auf CD 1993 durch Toshiba EMI
- Sonatine I (Act of Violence)
- Light and Darkness
- Play on the Sands
- Rain After That
- On the Fullmoon of Mystery
- Into a Trance
- Sonatine II (In the Beginning)
- Magic Mushroom
- Eye Witness
- Runaway Trip
- Moebius Band
- Die Out of Memories
- See You…
- Sonatine III (Be Over)

## Kritik
Das Lexikon des internationalen Films führte aus: „Ein Gangsterfilm, konzipiert als heimtückische Genre-Parodie, die virtuos mit den Erwartungshaltungen der Zuschauer spielt. Daß aus der Sicht eines Ganoven erzählt wird, spricht von der pessimistischen Weltsicht des Regisseurs selbst.“
Farshid Mofidi erläuterte in der Filmzentrale: „Es wirkt manchmal so, als hätten die Charaktere eine versteckte Kamera an der Wand entdeckt und es würde ihnen nichts ausmachen. […] Befremdlich, weil der Zuschauer nicht langsam von außen hineingeführt wird in diese kalte Welt, sie ist schon da, im ersten Bild, sie war schon vorher da. […] Dieser Film erklärt seine Charaktere nicht, er erweckt sie zum Leben, indem er sie von jeglichem ‚Zweck‘ erlöst.“
Der Filmkritiker Roger Ebert war auf seiner Seite der Meinung: „‚Sonatine‘ is pure, minimal and clean in its lines […] And in his willingness to let characters languish in real time, to do nothing in between the moments of action, he forces us to look into their eyes and try to figure them out.“|Übersetzung= ‚Sonatine‘ ist klar, sparsam und sauber in den Dialogen […] Und in [Kitanos] Bereitschaft, die Figuren in Echtzeit dahindümpeln zu lassen, gar nichts zu tun zwischen den Aktivitäten, zwingt er uns, ihnen in die Augen zu schauen und zu versuchen, sie zu ergründen.
Ulrich Behrens schrieb unter dem Titel Brutalität als Lebensweise: „Kitano inszeniert den gewaltsam herbeigeführten Tod, den Mord, als eine Nebensache. […] Für Murakawa – wie für alle anderen – ist der Tod, der gewaltsame Tod so gewiss, dass Zerstörung und Selbstzerstörung von Beginn an unausweichlich sind […]“
Christoph Huber von der Filmzentrale gestand: „[…] vielleicht auch nur eine Doku darüber […], wie Takeshi mit seiner treu ergebenen Truppe am Strand herumblödelt und sich dabei filmt. Ich habe ‚Sonatine‘ jetzt schon über zwanzig Mal gesehen […]“
„[…] alles in allem große Kunst“, war im Spiegel 22/1998 zu lesen.
In der Filmzeitschrift Cinema zeigte sich Tobias Kniebe beeindruckt von dem „Todesballett“: „Eine wunderbare Mischung aus Zärtlichkeit und Todessehnsucht liegt über dem Ende dieses schnörkellosen Meisterwerks.“